# Гудвуд (трасса)
«Гудвуд» (англ. Goodwood Circuit) — историческое место для мото- и автоспорта в Великобритании.

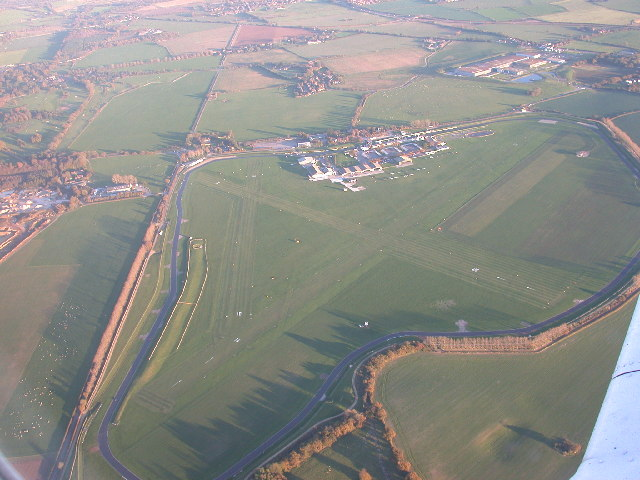
Вид на трассу с воздуха, внутри виден аэропорт

Трасса длинной 3,8 км расположена недалеко от Чичестера в Западном Сассексе, недалеко от южного побережья Англии, в поместье Гудвуд-Хаус. Трасса полностью окружает аэродром «Чичестер — Гудвуд». Трасса была открыта в 1948 году рядом с расположенной трассой для соревнования по подъёму на холм, используемой с 1936 года.
В 1982 году трасса принимала чемпионат мира по шоссейному велоспорту.
Трасса использовалась в качестве места съёмок в сериале Аббатство Даунтон.